# Otto von Gierke
Otto Friedrich von Gierke (ur. 11 stycznia 1841 w Szczecinie, zm. 10 października 1921 w Berlinie) – niemiecki historyk prawa, zwolennik kolektywizmu i teorii realnej osoby prawnej. Ojciec lekarza Edgara von Gierke.
Doktoryzował się na podstawie dysertacji De debitis feudalibus na Uniwersytecie Fryderyka Wilhelma w Berlinie. W 1868 roku habilitował się na podstawie rozprawy Das deutsche Genossenschaftsrecht. W międzyczasie brał udział w wojnie prusko-austriackiej co wywarło to dość duży wpływ na jego późniejszy światopogląd. W 1872 roku otrzymał posadę profesora zwyczajnego na uniwersytecie we Wrocławiu, którego był rektorem w latach 1882–1883. W 1883 roku przeniósł się do Heidelbergu, a w 1887 roku osiadł w Berlinie, gdzie w latach 1902–1903 pełnił funkcję rektora. W 1911 roku cesarz Wilehlm II nadał mu dziedziczny tytuł szlachecki. Gierke miał udział w pracach nad tworzeniem kodeksu prawa cywilnego. W 1915 otrzymał order Pour le Mérite za wkład w dziedzinie nauki i sztuki.